# Rigai labdarúgókupa
A rigai labdarúgókupa egy már megszűnt labdarúgókupa-sorozat, melyet 1925 és 1936 között rendeztek meg Lettországban.

## Győztesek
| Év   | Győztes           | Ezüstérmes    | Eredmény                     |
| ---- | ----------------- | ------------- | ---------------------------- |
| 1924 | Rīgas FK          |               |                              |
| 1925 | Rīgas FK          |               |                              |
| 1926 | LSB Riga          | Amatieris     | 4 - 1                        |
| 1927 | nem rendezték meg |               |                              |
| 1928 | Olimpija Liepāja  | ASK Riga      | 4 - 1                        |
| 1929 | Olimpija Liepāja  | Amatieris     | 9 - 0 (első meccs: - 3 - 3 ) |
| 1930 | Olimpija Liepāja  | Rīgas FK      | 1 - 0                        |
| 1931 | nem rendezték meg |               |                              |
| 1932 | nem rendezték meg |               |                              |
| 1933 | ASK Riga          | Riga Vanderer | 4 - 1                        |
| 1934 | Riga Vanderer     | V. Ķuze       | 3 - 0                        |
| 1935 | Rīgas FK          | Hakoah Riga   | 1 - 0                        |
| 1936 | Riga Vanderer     | ASK Rīga      | 5 - 2                        |